# Xkill

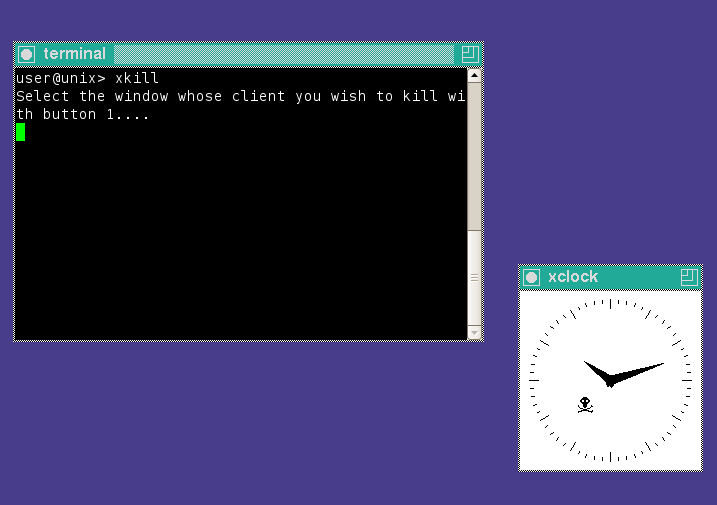
Mostra o uso de xkill

O xkill é um programa do X Window System que permite terminar clientes/programas.

## Modo de usar
Digite o comando xkill. O cursor do mouse tornar-se-á uma espécie de quadrado. Clique no cliente/programa que você deseja terminar. Imediatamente o cliente/programa desaparecerá da tela. Para cancelar a ação do xkill antes de você clicar em algum cliente/programa, aperte o botão direito do mouse.